# اینجا بدون من
اینجا بدون من فیلمی درام ایرانی به نویسندگی و  کارگردانی بهرام توکلی و تهیه‌کنندگی سعید سعدی است که در سال ۱۳۸۹ تولید و در تابستان ۱۳۹۰ اکران شد. فیلم‌نامه این فیلم اقتباسی از نمایشنامه باغ وحش شیشه‌ای اثر تنسی ویلیامز است. فاطمه معتمدآریا، صابر ابر، نگار جواهریان و پارسا پیروزفر در این فیلم به ایفای نقش پرداخته‌اند. فاطمه معتمدآریا برای بازی در این فیلم برنده جایزه بهترین بازیگر زن در سی و پنجمین دوره جشنواره بین‌المللی فیلم مونترال کانادا شد.

## خلاصه داستان
فیلم داستان خانواده‌ای است متشکل از مادر (فاطمه معتمدآریا) و دو فرزندش، احسان (صابر ابر) و یلدا (نگار جواهریان) که در آرزوی دستیابی به رویاهای خود هستند و امیدوارانه تحولی را انتظار می‌کشند. یلدا معلول است و تمام دغدغه مادر تأمین آینده اوست. ورود رضا دوست احسان با بازی (پارسا پیروزفر) زندگی آنان را دستخوش تغییراتی می‌کند.

## بازیگران
- فاطمه معتمدآریا  در نقش مادر یلدا و احسان
- پارسا پیروزفر  در نقش رضا
- نگار جواهریان  در نقش یلدا
- صابر ابر  در نقش احسان
- آتیه جاوید  در نقش سارا

## جوایز و نامزدها

### بیست و نهمین دوره جشنواره فیلم فجر
| قسمت                     | نامزد           | نتیجه    |
| ------------------------ | --------------- | -------- |
| بهترین بازیگر نقش اول زن | فاطمه معتمدآریا | نامزدشده |

### سی‌امین دوره جشنواره فیلم فجر
| قسمت         | نامزد          | نتیجه        |
| ------------ | -------------- | ------------ |
| بهترین پوستر | محمد روح‌الامین | دیپلم افتخار |
| بهترین آنونس | مهدی سعدی      | دیپلم افتخار |

## جشنواره‌های خارجی
فیلم در بخش بلند داستانی یازدهمین دوره جشنواره بین‌المللی فیلم تیبورون در آمریکا در روز ۲ اردیبهشت ماه به نمایش درآمد و با استقبال تماشاچیان و سینماگران حاضر در این فستیوال مواجه شد. همچنین این فیلم در سی و پنجمین جشنواره فیلم مونترئال (۲۰۱۱)، دومین جشنواره فیلم ایرانی استرالیا (۲۰۱۲)
و سی و ششمین جشنواره بین‌المللی فیلم در کلولاند (۲۰۱۲) به نمایش درآمد.